# Laura Vargas Koch
Laura Vargas Koch, född 29 juni 1990 i Berlin, är en tysk judoutövare.
Vargas Koch blev hittills (augusti 2006) tre gånger tysk mästare och hon vann en silvermedalj samt en bronsmedalj (med laget) vid världsmästerskapen 2013 respektive 2014. Hennes största framgång är den delade tredje platsen vid olympiska sommarspelen 2016 i Rio de Janeiro.